# Waking Up in Vegas
«Waking Up In Vegas» (с англ. — «Очнуться в Вегасе») — песня, записанная американской певицей Кэти Перри для её второго студийного альбома One of the Boys. В качестве четвёртого и последнего сингла с альбома была выпущена 7 апреля 2009 года. Авторами песни выступила сама Кэти Перри при участии Дезмонда Чайлда и Андреаса Карллсона, продюсером стал Грег Уэллс. Написанная в жанре поп-рок песня рассказывает о похождениях парочки молодых людей в Лас-Вегасе; название песни — отсылка к фразе «What Happens in Vegas, Stays in Vegas» (с англ. — «Что случается в Вегасе, то остаётся в Вегасе»).
Песня достигла топ-10 в более чем восьми странах, в том числе в Соединенных Штатах, где она добралась до 9 позиции в чарте Billboard Hot 100, став третьим синглом Перри, который вошёл в десятку лучших. Сингл достиг первой строчки в Hot Dance/Club Play Songs и Billboard Pop Songs. На данный момент продажи сингла в мире превышают 2 000 000 копий.

## История создания и релиз
По словам охотника за талантами Криса Анокьюта «Waking Up In Vegas» стала одним из решающих факторов в получении контракта Перри с лейблом Capitol Records. Он случайно услышал демоверсию песни и уговорил руководство взяться за продюсирование, потому что она имела большие шансы стать хитом номер один, а у исполнительницы был потенциал настоящей поп-звезды. В интервью HitQuarters один из авторов песни Андреас Карлссон рассказал, что работая над песней, они хотели рассказать историю настоящего веселья в Вегасе и похмельного утра на следующий день, а Кэти была идеальным рассказчиком этой истории, так как имела и чувство юмора и задор. Рабочим названием песни была фраза «Put your money where your mouth is», которую авторы хотели использовать в песне, но никак не могли её поначалу «пристроить».
В интервью для Pop Eater сама Кэти рассказала, где черпала вдохновение:
Меня вдохновил случай в Лас-Вегасе с моим тогдашним парнем. Мы с ним решили пожениться. Мы пошли и купили свадебное платье и костюм в благотворительном магазине. Сфотографировались со священником, с поддельным тортом в поддельной часовне, получили поддельное свидетельство о браке. И отправили эти фото членам моей семьи, которые конечно тогда ужасно напугались. Это была самая веселая, глупая шутка, которую я когда-либо делала. У меня все еще есть свадебное платье и свидетельство.
«Waking Up in Vegas» был в конечном итоге выбран в качестве четвёртого и последнего сингла альбома, отправившись на радиостанции мира 7 апреля 2009 года. На обложке сингла Кэти изображена на фоне двух огромных игральных кубика, как бы отражая суть песни.

## Чарты
| Чарт (2009)                                 | Пиковая позиция |
| ------------------------------------------- | --------------- |
| Австралия (ARIA)                            | 11              |
| Австрия (Ö3 Austria Top 40)                 | 26              |
| Бельгия/Фландрия (Ultratip Bubbling Under)  | 6               |
| Бельгия/Валлония (Ultratip Bubbling Under)  | 4               |
| Канада (Billboard Canadian Hot 100)         | 2               |
| Европа (Billboard European Hot 100 Singles) | 4               |
| Германия (GfK)                              | 33              |
| Исландия (RÚV)                              | 17              |
| Ирландия (IRMA)                             | 8               |
| Венгрия (Rádiós Top 40)                     | 1               |
| Израиль (Media Forest)                      | 19              |
| Нидерланды (Dutch Top 40)                   | 12              |
| Новая Зеландия (Recorded Music NZ)          | 9               |
| Словакия (Rádio — Top 100)                  | 10              |
| Швеция (Sverigetopplistan)                  | 32              |
| Швейцария (Schweizer Hitparade)             | 69              |
| Великобритания (OCC UK Singles)             | 19              |
| США (Billboard Hot 100)                     | 9               |
| США (Billboard Adult Contemporary)          | 26              |
| США (Billboard Adult Pop Airplay)           | 5               |
| США (Billboard Dance Club Songs)            | 1               |
| США (Billboard Dance Singles Sales)         | 8               |
| США (Billboard Dance/Mix Show Airplay)      | 14              |
| США (Billboard Hot Singles Sales)           | 15              |
| США (Billboard Pop Airplay)                 | 1               |
| США (Billboard Rhythmic)                    | 33              |

| Чарт (2009)                          | Позиция |
| ------------------------------------ | ------- |
| Австралия (ARIA)                     | 67      |
| Канада (Canadian Hot 100)            | 28      |
| Венгрия (MAHASZ)                     | 30      |
| Великобритания (UK Singles Chart)    | 138     |
| США (Billboard Hot 100)              | 36      |
| США (Billboard Hot Dance Club Songs) | 2       |

| Регион | Сертификация  | Продажи   |
| --- | ------------- | --------- |
| Австралия (ARIA) | Золотой       | 35 000^   |
| Бразилия (ABPD) | Платиновый    | 80,000*   |
| Канада (Music Canada) | Платиновый    | 40 000*   |
| Великобритания (BPI) | Серебряный    | 200 000   |
| США (RIAA) | 2× Платиновый | 2,300,000 |
| * Данные о продажах приведены только на основе сертификации. · ^ Данные о тиражах приведены только на основе сертификации. · Данные о продажах + прослушиваниях приведены только на основе сертификации. |               |           |

## История релизов
| Регион         | Дата           | Формат                         |
| -------------- | -------------- | ------------------------------ |
| Мир            | 7 апреля 2009  | Цифровая загрузка – Radio Edit |
| США            | 21 апреля 2009 | Contemporary hit radio         |
| Мир            | 2 июня 2009    | Цифровая загрузка — Remixes EP |
| Великобритания | 8 июня 2009    | CD-сингл                       |
| Германия       | 19 июня 2009   | CD-сингл                       |